# Eintracht Norderstedt
Der Fußballclub Eintracht Norderstedt von 2003 e. V. (kurz Eintracht Norderstedt oder EN genannt) ist ein deutscher Fußballverein aus der schleswig-holsteinischen Stadt Norderstedt. Der Verein wurde im Jahre 2003 als Nachfolgeverein der Fußballabteilung des 1. SC Norderstedt gegründet. Eintracht Norderstedt ist ein reiner Fußballverein, andere Sportarten werden im Verein zugunsten des Breitensportvereins 1. SC Norderstedt nicht ausgeführt.
Norderstedt trägt seine Heimspiele im Edmund-Plambeck-Stadion aus. Trotz Zugehörigkeit der Stadt zu Schleswig-Holstein gehört Eintracht Norderstedt dem Hamburger Fußball-Verband an und spielt seit 2013 in der Regionalliga Nord – nach dem Hamburger SV und dem FC St. Pauli ist die Eintracht damit seitdem der stärkste Verein im HFV.

## Vereinsgeschichte

### SV Eintracht Garstedt

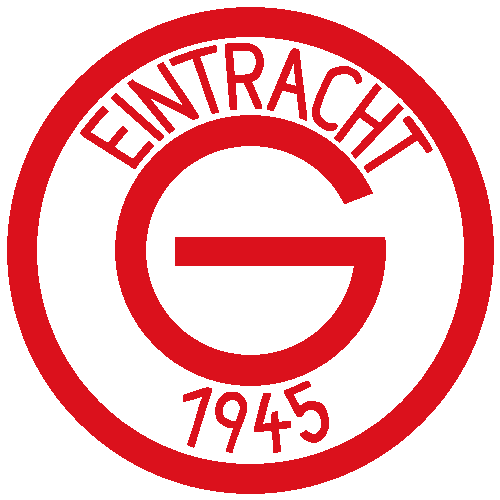
Wappen von Eintracht Garstedt

Am 1. November 1945 wurde im aufstrebenden Dorf Garstedt (zum damaligen Zeitpunkt existierte die Stadt Norderstedt noch nicht) der SV Eintracht Garstedt gegründet. Am Anfang spielte der Hamburger Vorstadtclub noch in den unteren Ligen Hamburgs, ehe 1947, schon zwei Jahre nach der Gründung, mit Unterstützung von Spielern aus dem benachbarten Bönningstedt/Rugenbergen der Aufstieg in die dritthöchste deutsche Liga glückte. Dort schaffte Eintracht auf Anhieb den achten Platz (unter zehn Mannschaften) in der 1.Klasse / Hansa (vergleichbar der späteren Bezirksklasse) und wurde zur folgenden Saison in die parallele Hammonia-Staffel geschoben; für den Klassenerhalt hätte es im Endeffekt aber sowieso gereicht, da aus sämtlichen vier Staffeln in der Saison 1947/48 niemand abstieg. Nachdem der SV Rugenbergen nach dem Krieg den Spielbetrieb wieder aufnahm, wechselten die Spieler aus Bönningstedt/Rugenbergen zurück in ihren Heimatort. Durch die zahlreichen Abgänge geschwächt stieg Garstedt ein Jahr später in die neue Kreisklasse ab.
Fortan war von Eintracht kaum noch etwas zu hören; in den nächsten neun Jahren spielte der Verein wieder in unterklassigen Ligen. Der lang ersehnte Aufstieg gelang dann im zehnten Jahr nach dem Abstieg aus der Bezirksklasse. Die mittlerweile Verbandsliga heißende Liga war für Garstedt ein willkommenes Pflaster. In den ersten drei Saisons erreichte man jeweils respektable Plätze (1962 gelang mit Platz sieben die beste Platzierung in der Geschichte Garstedts), und auch als es 1962/63 eng wurde, blieb der SVE über dem Strich.
Im Zuge der Gründung der Bundesliga war die Liga ab 1963 nur noch viertklassig.
Eintracht Garstedt indes schaffte auch 1964 den Klassenerhalt, doch der Staffelwechsel, wonach man in der Saison 1964/65 nicht mehr in der Hammonia-Staffel, sondern in der Germania-Staffel antrat, erwies sich als sportlicher Fehlschlag. In der neuen Liga mit neuen Gegnern kam Garstedt zu keiner Zeit der Saison klar und musste damit zum zweiten Mal aus der zweithöchsten Hamburger Spielklasse absteigen.
1971/72 hatte der Verein dann endlich wieder seinen Auftritt in der vierten Liga, die diesmal unter dem Namen Amateurliga Hamburg bekannt war. Mit Platz zwölf konnte der Abstieg knapp verhindert werden. Allerdings sollte das auch die letzte Saison des SVE sein: 1970 haben sich die drei Dörfer Harksheide, Friedrichsgabe und Glashütte mit Garstedt zusammengetan, um die Stadt Norderstedt zu gründen. Am 7. Februar 1970 wurde der 1. SC Norderstedt zunächst als reiner Tanzsportverein gegründet. Am 1. Juli 1972 wurde Eintracht Garstedt in den Verein, der nach eigenen Aussagen höherklassiger als nur im Amateurfußball spielen wollte, eingegliedert, der 1. SCN übernahm seine Sportanlage und dessen Startplatz in der Amateurliga.

### 1. SC Norderstedt

Wappen von 1. SC Norderstedt

Nachdem sich also am 1. Juli 1972 Eintracht Garstedt mit dem 1. SC Norderstedt zusammenschloss, startete der SCN nicht in der untersten Spielklasse, sondern in der Amateurliga. Erster Präsident des Vereins wurde Edmund Plambeck, der dem Stadion später auch den Namen gab. In der ersten Saison wiederholte Norderstedt Garstedts letzte Platzierung und lief als Zwölfter ein. In den folgenden drei Jahren verpasste der 1. SCN jeweils nur knapp den Aufstieg in die nächsthöhere Spielklasse, im fünften Jahr sollte dann aber endlich der Aufstieg in die höchste Hamburger Spielklasse, der Landesliga, gelingen.
Dort hielt sich der SCN aber nur zwei Jahre, nach der Spielzeit 1978/79 musste man wieder aus der Verbandsliga, wie die Liga zu dieser Saison umbenannt wurde, absteigen. In der, nun Landesliga genannten, zweiten Hamburger Klasse war Norderstedt bis zu ihrem Wiederaufstieg 1984 immer in der Spitzengruppe vertreten, verpassten aber jeweils um höchstens zwei Plätze den Aufstieg. Nach einem vierten, zwei dritten und einem zweiten Platz im Endklassement konnte in der fünften Saison nach dem Abstieg aus der Verbandsliga diese endlich wieder erreicht werden. Diesmal wurde diese nur als Zwischenstation angesehen. Hatte in der ersten Saison in der höherklassigen Liga noch der Klassenerhalt höchste Priorität, gelang 1985/86 der Coup, als Norderstedt Vizemeister hinter den Amateuren des HSV wurde. Auch in der darauffolgenden Saison gelang dem Club die Vizemeisterschaft der Verbandsliga und diesmal gelang damit auch der Aufstieg in die erste überregionale Liga.
1987/88 spielte der 1. SC Norderstedt erstmals gegen Vereine aus Braunschweig, Bremen, Kiel und anderen norddeutschen Städten. Am Ende stand in der Oberliga Nord der 15. Platz, mit dem Norderstedt die Klasse halten konnte. In den anschließenden Spielzeiten robbte sich der Verein immer näher an die Spitzenposition. Nach Platz neun 1989, stand man 1992 in der Endtabelle schon auf dem vierten Platz, nachdem sich in jedem Jahr der Verein um ein bis zwei Plätze verbessert hat. 1992/93 gelang hinter dem VfL Herzlake der zweite Platz. Damit gelang dem 1. SC Norderstedt auch zum ersten und einzigen Mal die Aufmerksamkeit in ganz Deutschland auf sich zu lenken. Der zweite Platz brachte dem SCN die Teilnahme an der Qualifikation zur 2. Bundesliga: Gegen den TSV 1860 München, dem SSV Ulm 1846 und den Kickers Offenbach konnte Norderstedt zwar kein Spiel gewinnen, dennoch war es eine große Erfahrung für die Spieler und den Verein, besonders beim 2:2 gegen 1860 überraschte der SC.
Zwar verpasste der 1. SC Norderstedt damit den Sprung in die 2. Bundesliga, dennoch machte der Verein öffentlich Publik. Zudem sah es gut aus, in der darauffolgenden Saison unter den 14 Vereinen zu stehen, die den Einzug in die neu gegründete Regionalliga schaffen sollten. Doch der SC Norderstedt verschätzte die Ausgangsposition total. Am Ende der Saison stand Norderstedt auf dem 15. Platz, war einer von nur zwei Vereinen, die den Sprung in die Regionalliga nicht schafften. Ein Punkt fehlte am Ende der Saison für den rettenden 14. Platz, ohne diesen der SCN in der aufgeteilten Oberliga bleiben musste. In der Oberliga Hamburg/Schleswig-Holstein belegte der Verein schlussendlich aber einen Aufstiegsplatz, um in die Regionalliga Nord ein Jahr verspätet aufzusteigen.
In der Regionalliga Nord, die zu der Zeit noch die gleiche Ausdehnung hatte wie die bis 2008 existierende Oberliga Nord, spielte Norderstedt in der Regel im unteren Mittelfeld der Tabelle. Ausnahmen waren die Saison 1996/97 mit Platz sieben und ein Jahr später der knappe Klassenerhalt mit Platz 16, der nur dank der Lizenzentnahme des VfL 93 Hamburg gelang. Größte Erfolge in dieser Zeit waren die beiden Pokalsiege in Hamburg 1995 (5:4 nach Elfmeterschießen gegen den FC St. Pauli II) und 1999 (2:1 nach Verlängerung gegen den Hamburger SV II). Im DFB-Pokal scheiterte der SCN aber jeweils früh im Wettbewerb. 1995/96 unterlag man der SG Wattenscheid 09 mit 0:1, 1999/2000 dem VfB Stuttgart in der 2. Runde (Norderstedt hatte in der 1. Runde ein Freilos) mit 0:3.
1999 belegte der SCN einen respektablen zwölften Platz, da allerdings die Regionalliga Nord mit der Regionalliga Nordost und zum Teil auch der Regionalliga West/Südwest fusionierten, würden zur Saison 2000/01 nur die ersten sechs Vereine der letztjährigen Regionalliga-Nord-Saison teilnehmen. Am Ende reichte es erwartungsgemäß nicht, 24 Punkte fehlten für den Verbleib in der Regionalliga, sodass der 1. SC Norderstedt abermals in die Oberliga Hamburg/Schleswig-Holstein absteigen musste. Insgesamt 185 Tore schoss Norderstedt in den beiden Folgesaisons, ohne jedoch den Regionalliga-Aufstieg zu schaffen. Vor der Saison 2002/03 wurde die Mannschaft während der Vorbereitung auf die neue Saison vom Vereins-Präsidium zurückgezogen, stand als erster Absteiger fest und wurde an die letzte Stelle gestellt, während die anderen Mannschaften die Saison normal bestreiten durften.
Als die Saison 2003 beendet wurde, wurde beschlossen, die Fußballabteilung auf Grund fehlender finanzieller Mittel des 1. SC Norderstedt aus dem Verein herauszulösen und in einen neuen Verein zu überführen. Die anderen Sportarten im Verein wurden nach wie vor belassen. Mit der Gründung des FC Eintracht Norderstedt von 2003 e. V. war das Kapitel der Fußballabteilung des 1. SCN endgültig beendet. Das Stadion und die Fußballanlage wurden Eintracht übertragen. Da die zweite Mannschaft des SCN die Saison 2002/2003 regulär beendete, jedoch aus der Bezirksliga Nord in die Kreisliga abstieg, konnte Eintracht Norderstedt zwar deren Startplatz übernehmen, startete allerdings nur in der Kreisliga Hamburg 7.

### FC Eintracht Norderstedt 2003
Der neu gegründete FC Eintracht Norderstedt startete zur Saison 2003/04 in der Kreisliga Hamburg 7 (8. Liga) und hatte keinerlei Probleme, die Meisterschaft zu gewinnen. Erster Trainer der Mannschaft war Uli Schulz, der den Verein bis zur Saison 2005/06 trainierte. Am Ende der Saison standen 23 Siege nur zwei Niederlagen gegenüber, mit 70 von 78 möglichen Punkten marschierte Eintracht Norderstedt in die Bezirksliga. Die Saison 2004/05 endete ähnlich für Eintracht, diesmal in der Bezirksliga Hamburg Nord: Mit 28 Punkten Vorsprung gewann Norderstedt die Ligameisterschaft; der Aufstieg stand schon am 23. Spieltag fest. Erneut gab es nur zwei Niederlagen.

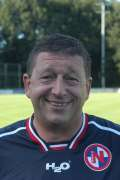
Ralf Schehr

2005/06 spielte Eintracht Norderstedt in der Landesliga Hansa, in der mit dem SV Curslack-Neuengamme erstmals über die gesamte Länge einer Saison eine Mannschaft mit Norderstedt mithalten konnte. Zwar stand Norderstedt zur Halbserie auf dem ersten Rang, aber in der Rückserie verschlechterten sich die Leistungen und sie standen zwischenzeitlich nur auf dem vierten Rang. Nur dank der deutlich besseren Tordifferenz gelang Eintracht Norderstedt letztendlich die Meisterschaft vor dem punktgleichen SVCN.
In der Hamburg-Liga landete Eintracht als Aufsteiger mit Ralf Schehr als neuem Trainer enttäuschenderweise nur auf dem 11. Rang und musste zur Halbserie sogar noch um den Ligaverbleib zittern. Die Spielzeit 2007/08 begann für Norderstedt unter dem neuen Trainer Marco Krausz ebenfalls nicht zur vollen Zufriedenheit der Zuschauer und Verantwortlichen, endete jedoch mit einem versöhnlichen dritten Platz. Die gute Platzierung konnte EN jedoch in den Folgejahren nicht bestätigen; die folgenden Saisons wurden auf den Rängen acht, zehn und sechs beendet. Aufgrund dieser vergleichsweise schlechten Jahre musste auch Krausz Anfang 2010 seinen Hut als Eintracht-Trainer nehmen und wurde durch Andreas Prohn ersetzt. Mit Prohn begann vor allem die Spielzeit 2011/12 beeindruckend, so dass Eintracht in der Winterpause erstmals auf dem ersten Rang der Tabelle stand – durch die beschlossene Spielklassenreform sollte zudem in diesem Jahr endlich der Aufstieg in die Regionalliga anvisiert werden, welcher in den Vorjahren noch als finanziell unmöglich erachtet wurde. Allerdings misslang der Auftakt in die Rückrunde und der Verein gab bekannt, aus sportlichen Gründen vorerst nicht für die Regionalliga zu melden. Nach weiterhin anhaltenden schlechten Leistungen in der Liga wurde Prohn im März 2012 entlassen und durch Matthias Dieterich ersetzt.
Die Saison 2012/13 beendete Eintracht Norderstedt auf Rang 4 der Oberliga Hamburg. Nachdem der FC Elmshorn die erhaltene Lizenz für die kommende Regionalliga-Saison zurückgab und Altona 93 und der TSV Buchholz 08 keine Lizenz beantragt hatten, durfte Norderstedt an der Aufstiegsrunde zur Regionalliga Nord teilnehmen. Dort traten die Norderstedter in einer einfachen Runde gegen Lupo Martini Wolfsburg, den SV Eichede und den Brinkumer SV an und konnten bereits nach zwei Spielen den Aufstieg in die Regionalliga sichern, an der der Verein 2013/14 erstmals teilnahm und die Saison auf Platz 10 beendete.

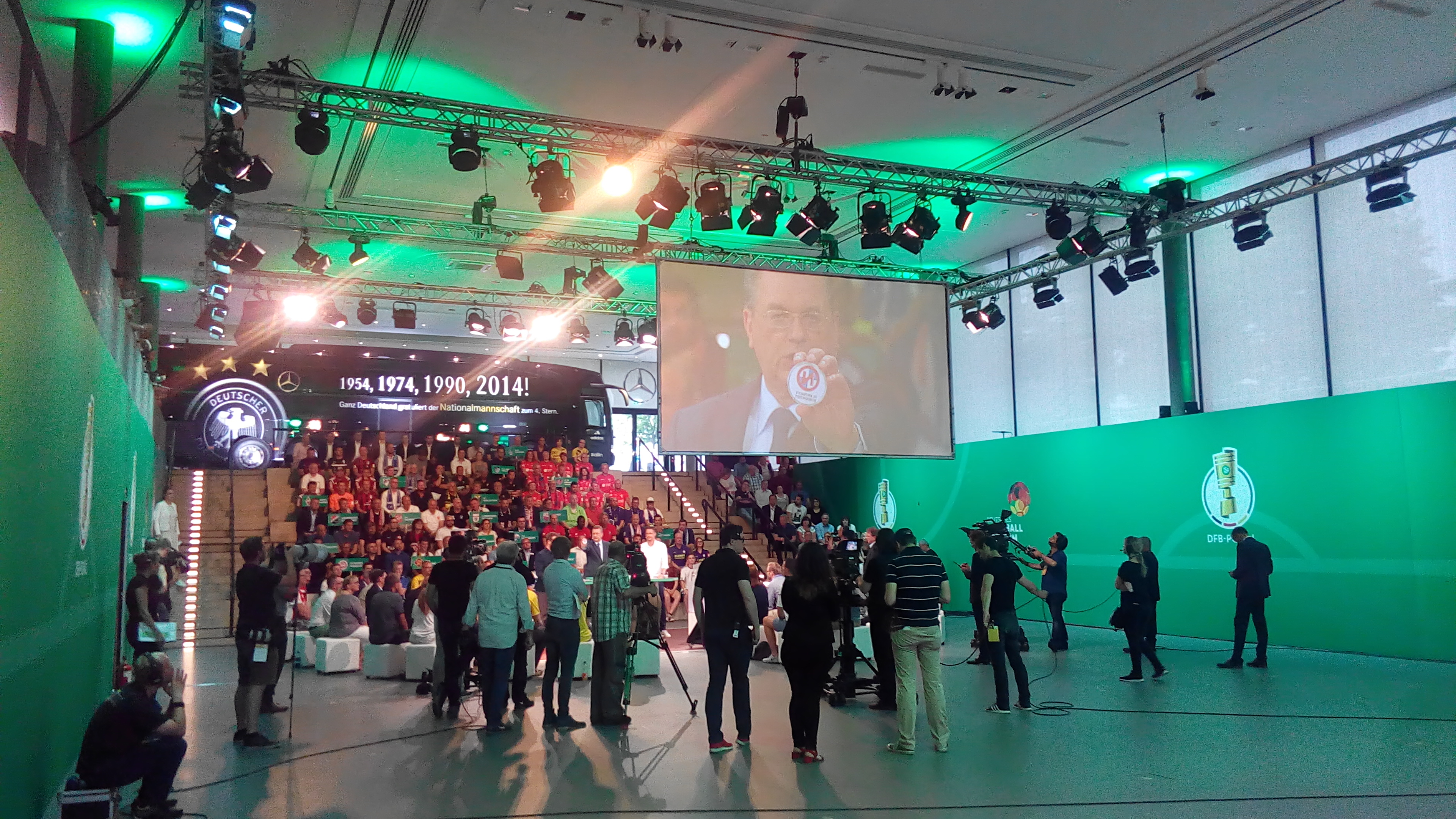
DFB-Pokal-Auslosung, 1. Runde 2017/18 im Deutschen Fußballmuseum: DFB-Präsident Reinhard Grindel präsentiert die Loskugel von Eintracht Norderstedt

In der Saison 2015/16 zog Eintracht Norderstedt in das Endspiel des Hamburger Pokals ein und schlug dort Altona 93, womit sie sich für den DFB-Pokal qualifizierten. In diesem schied Eintracht Norderstedt gegen die SpVgg Greuther Fürth aus. Neuer Trainer als Nachfolger von Thomas Seeliger, der nach vier Jahren Amtszeit ausschied, war seit Anfang Oktober 2016 Dirk Heyne. Eintracht Norderstedt konnte sich im darauffolgenden Jahr durch einen Sieg gegen die SV Halstenbek-Rellingen im Finale des Hamburger Pokals erneut für die erste Runde des DFB-Pokals qualifizieren, in der man sich knapp mit 0:1 dem VfL Wolfsburg geschlagen geben musste.
Nachdem Norderstedt in der Saison 2018/2019 in höchste Abstiegsgefahr geraten war, trennte sich der Verein im April 2019 von Heyne, sein Nachfolger wurde der bisherige U19-Trainer Jens Martens, der mit der Mannschaft am letzten Spieltag durch einen 3:1-Sieg beim 1. FC Germania Egestorf/Langreder den Klassenerhalt schaffte. Nachdem sein Co-Trainer Olufemi Smith die Trainer A-Lizenz erworben hatte, wurde Smith im August 2019 zum gleichberechtigten Chef-Trainer befördert. Dem Trainer-Duo gelang in der Saison 2019/20 gegen den TSV Sasel der erneute Gewinn des Hamburger Pokals, nachdem sich Norderstedt im Vorjahr im Finale noch dem TuS Dassendorf hatte geschlagen geben müssen. In der 1. Hauptrunde des DFB-Pokals tauschte man auf Grund der Corona-Pandemie das Heimrecht mit dem Bundesligisten Bayer 04 Leverkusen, wo man deutlich mit 0:7 verlor.
In der Saison 2020/2021 wurde der Hamburger Pokal auf Grund der Corona-Pandemie abgebrochen. Gemäß der geltenden Regularien muss im Fall eines Abbruchs die bestplatzierte Mannschaft in der höchsten Liga für den DFB-Pokal nominiert werden. Da die Regionalliga-Nord-Saison abgebrochen und annulliert wurde, waren Altona 93, Eintracht Norderstedt und der FC Teutonia 05 in der Tabelle gleichauf. Da Altona 93 freiwillig verzichtete, bestritten Eintracht Norderstedt und FC Teutonia 05 ein Entscheidungsspiel um die DFB-Pokal-Teilnahme, welches Norderstedt mit 1:0 gewann. Im DFB-Pokal verlor man in der 1. Hauptrunde mit 0:4 gegen Hannover 96.

## Jugend
Die A-Jugend von Eintracht spielt seit der Saison 2012/13 in der Regionalliga, der zweithöchsten Spielklasse. Im Winter 2024 stieg man als Meister der Regionalliga Nord in die neu gegründete höchste Spielklasse im Junioren-Bereich, die U19-DFB-Nachwuchsliga, auf.
Die B-Jugend von Eintracht Norderstedt wurde 2011 Hamburger Meister und schaffte damit zur Saison 2011/12 erstmals den Aufstieg in die B-Jugend-Regionalliga (2. Liga). In dieser gelang ein überraschender zweiter Platz hinter dem nicht aufstiegsberechtigten Werder Bremen II, durch den Eintracht erstmals in die Bundesliga der B-Junioren aufsteigen konnte, welches den bisher größten Erfolg der Vereinsgeschichte darstellt. Nach nur einer Saison stieg man jedoch wieder in die B-Jugend-Regionalliga ab.

## Stadion

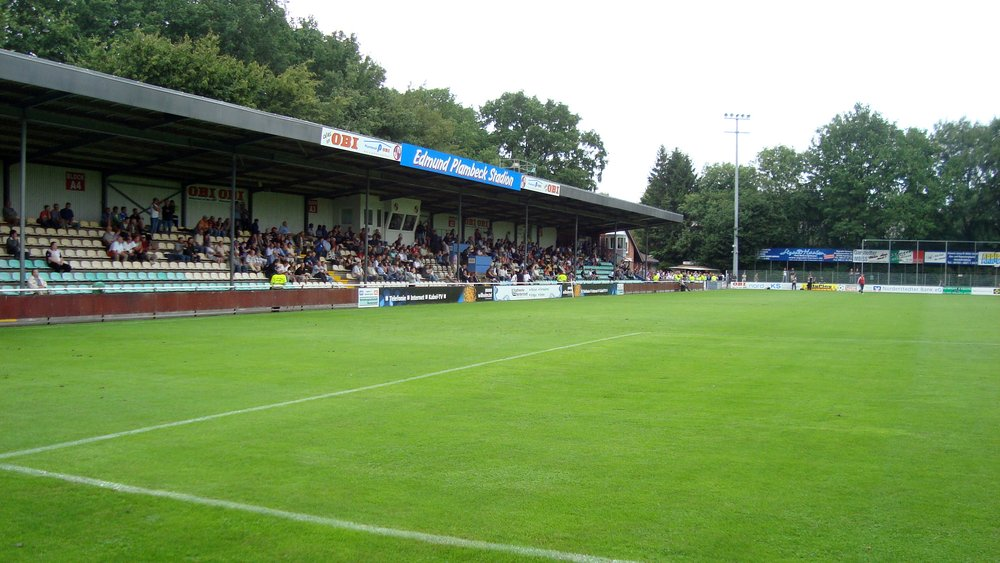
Haupttribüne des Stadions

Spielort von Eintracht Norderstedt ist das 1975 eröffnete Edmund-Plambeck-Stadion im Norderstedter Stadtteil Garstedt, das von 2008 bis 2013 auch Spielort der zweiten Mannschaft des Hamburger SV war. Das Stadion verfügt über 1800 Sitzplätze auf der überdachten Haupttribüne und 3300 Stehplätze auf den anderen Seiten, welche hauptsächlich aus Stufen bestehen und unüberdacht sind. Der Eingang zum Stadion befindet sich an der Ochsenzoller Straße gegenüber dem Haupteingang zum Evangelischen Friedhof Garstedt. Auf der Sportanlage befinden sich zudem noch drei Kunstrasenplätze, auf denen viele weitere Mannschaften des Vereins ihre Spiele austragen sowie das Training stattfindet. Auf dem Gelände befindet sich auch das Vereinsheim. Mit dem Umzug der zweiten Mannschaft des HSV wurde das Stadion regionalligatauglich umgebaut und unter anderem umzäunt und mit Tornetzen ausstaffiert; laut DFB konnte das Stadion zum damaligen Zeitpunkt für die meisten Spiele in der 3. Liga benutzt werden. Auf Grund gestiegener Anforderungen, zum Beispiel einer geforderten Mindestkapazität von 10.001 Zuschauern, ist dies mittlerweile nicht mehr möglich. Seit 2014 bestreitet die zweite Mannschaft des FC St. Pauli ihre Regionalliga-Spiele im Edmund-Plambeck-Stadion.
Am 1. November 2005 fand zum ersten Mal ein Nachwuchsländerspiel im Edmund-Plambeck-Stadion statt, als die deutsche U20-Nationalmannschaft gegen die U21 Litauens mit 3:0 gewinnen konnte. 2019 (3:4 gegen Polen) und 2020 (1:2 gegen Dänemark) fanden hier weitere U20-Länderspiele statt. Auch die U17 und U18-Nationalmannschaften bestritten bereits in Norderstedt Spiele.

## Kader der Saison 2024/25
(Stand: 8. April 2025)
| Nr.        | Nat.                    | Spieler             | Geboren       | Im Verein seit |
| ---------- | ----------------------- | ------------------- | ------------- | -------------- |
| Tor        |                         |                     |               |                |
| 01         | Deutschland             | Niklas Petzsch      | 18. Juni 2004 | 2025           |
| 22         | Deutschland             | Arne Exner          | 4. Juni 1996  | 2023           |
| 25         | Deutschland             | Dave Ceesay         | 20. Nov. 2003 | 2023           |
| Abwehr     |                         |                     |               |                |
| 02         | Deutschland             | André Wallenborn    | 25. März 1995 | 2022           |
| 03         | Deutschland             | Yannik Nuxoll       | 20. Sep. 1997 | 2019           |
| 05         | Deutschland             | Moritz Frahm        | 22. Juni 2000 | 2023           |
| 08         | Deutschland             | Dane Kummerfeld     | 13. Mai 1992  | 2011           |
| 14         | Deutschland             | Henok Tewolde       | 8. März 2002  | 2024           |
| 24         | Deutschland             | Saibo Ibraimo       | 3. Juni 2001  | 2023           |
| 26         | Deutschland             | Lars Kuchenbecker   | 26. Juli 2002 | 2021           |
| 27         | Deutschland             | Florian Meier       | 12. Juli 2005 | 2023           |
| 29         | Deutschland             | Fabian Grau         | 10. Juni 1998 | 2024           |
| 31         | Deutschland             | Morten Rüdiger      | 13. Juni 1995 | 2025           |
| 34         | Deutschland             | Joris Bente (U19)   | 27. Aug. 2006 | 2024           |
| Mittelfeld |                         |                     |               |                |
| 06         | Deutschland             | Ersin Zehir         | 15. Jan. 1998 | 2023           |
| 10         | Deutschland             | Jonas Behounek      | 17. Mai 1998  | 2025           |
| 13         | Deutschland             | Philipp Koch        | 24. Nov. 1990 | 2009           |
| 18         | Deutschland             | Tammo Mölck (U19)   | 17. Aug. 2006 | 2024           |
| 20         | Deutschland             | Falk Gross          | 17. Sep. 2004 | 2024           |
| Sturm      |                         |                     |               |                |
| 07         | Deutschland             | Nils Brüning        | 24. Dez. 1994 | 2019           |
| 09         | Deutschland             | Lukas Krüger        | 20. Jan. 2000 | 2024           |
| 11         | Dominikanische Republik | Luis Coordes        | 2. Jan. 1999  | 2024           |
| 16         | Deutschland             | Marcel Sobotta      | 7. Feb. 1997  | 2024           |
| 17         | Deutschland             | Lucas Camacho       | 8. Nov. 2002  | 2024           |
| 18         | Italien                 | Ayoub Akhber        | 21. Sep. 2002 | 2023           |
| 19         | Deutschland             | Manuel Brendel      | 9. Aug. 1999  | 2022           |
| 21         | Deutschland             | Jack James          | 2. Dez. 2005  | 2024           |
| 23         | Deutschland             | Nick Selutin        | 5. Jan. 2002  | 2023           |
| 33         | Deutschland             | Ohene Köhl          | 17. Apr. 2004 | 2025           |
| 36         | Ukraine                 | Artem Diachun (U19) | 1. Feb. 2006  | 2024           |

## Trainer
| Trainer                      | Seit       | Bis        | Verein                                | Anmerkungen                                                                                |
| ---------------------------- | ---------- | ---------- | ------------------------------------- | ------------------------------------------------------------------------------------------ |
| Elard Ostermann              | 20.11.2024 |            | Eintracht Norderstedt                 |                                                                                            |
| Jörn Großkopf                | 13.11.2024 | 19.11.2024 | Eintracht Norderstedt                 | Interims-Trainer                                                                           |
| Jean-Pierre Richter          | 11.03.2024 | 12.11.2024 | Eintracht Norderstedt                 |                                                                                            |
| Max Krause                   | 03.10.2023 | 10.03.2024 | Eintracht Norderstedt                 |                                                                                            |
| Olufemi Smith                | 01.07.2022 | 03.10.2023 | Eintracht Norderstedt                 |                                                                                            |
| Jens Martens & Olufemi Smith | 18.08.2019 | 30.06.2022 | Eintracht Norderstedt                 | Olufemi Smith wurde zum gleichberechtigten Chef-Trainer befördert.                         |
| Jens Martens                 | 09.04.2019 | 18.08.2019 | Eintracht Norderstedt                 |                                                                                            |
| Dirk Heyne                   | 06.10.2016 | 08.04.2019 | Eintracht Norderstedt                 |                                                                                            |
| Thomas Seeliger              | 01.09.2012 | 05.10.2016 | Eintracht Norderstedt                 |                                                                                            |
| Stefan Siedschlag            | 27.08.2012 | 31.08.2012 | Eintracht Norderstedt                 | Interims-Trainer                                                                           |
| Matthias Dieterich           | 06.04.2012 | 26.08.2012 | Eintracht Norderstedt                 |                                                                                            |
| Andreas Prohn                | 07.04.2010 | 05.04.2012 | Eintracht Norderstedt                 |                                                                                            |
| Marco Krausz                 | 01.07.2007 | 06.04.2010 | Eintracht Norderstedt                 |                                                                                            |
| Ralf Schehr                  | 27.04.2006 | 30.06.2007 | Eintracht Norderstedt                 |                                                                                            |
| Uli Schulz                   | 01.07.2003 | 26.04.2006 | Eintracht Norderstedt                 |                                                                                            |
| Andreas „Boller“ Jeschke     | 01.07.2002 | 30.06.2003 | 1.SC Norderstedt                      | Die Zweite Mannschaft wurde nach dem Rückzug der Oberliga-Mannschaft zur Ersten Mannschaft |
| Peter Nogly                  | 14.08.2001 | 30.06.2002 | 1.SC Norderstedt                      |                                                                                            |
| Kurt Hesse                   | 09.09.1999 | 13.08.2001 | 1.SC Norderstedt                      |                                                                                            |
| Bert Ehm                     | 08.01.1999 | 08.09.1999 | 1.SC Norderstedt                      |                                                                                            |
| Detlef Spincke               | 01.07.1994 | 07.01.1999 | 1.SC Norderstedt                      |                                                                                            |
| Bernd Hinners                | 30.03.1994 | 30.06.1994 | 1.SC Norderstedt                      |                                                                                            |
| Gerhard Mewes                | 04.01.1994 | 29.03.1994 | 1.SC Norderstedt                      |                                                                                            |
| Caspar Memering              | 01.09.1993 | 03.01.1994 | 1.SC Norderstedt                      |                                                                                            |
| Willi Reimann                | 01.07.1991 | 31.08.1993 | 1.SC Norderstedt                      |                                                                                            |
| Volker Finke                 | 18.10.1990 | 30.06.1991 | 1.SC Norderstedt                      |                                                                                            |
| Michael Lorkowski            | 15.10.1988 | 17.10.1990 | 1.SC Norderstedt                      |                                                                                            |
| Gerhard Mewes                | 01.07.1985 | 14.10.1988 | 1.SC Norderstedt                      |                                                                                            |
| Holger Menzel                | 26.03.1985 | 30.06.1985 | 1.SC Norderstedt                      |                                                                                            |
| Herbert Kühl                 | 01.07.1983 | 25.03.1985 | 1.SC Norderstedt                      |                                                                                            |
| Karl-Heinz Baureis           | 01.07.1981 | 30.06.1983 | 1.SC Norderstedt                      |                                                                                            |
| Ulrich Lutkus                | 28.08.1979 | 30.06.1981 | 1.SC Norderstedt                      |                                                                                            |
| Wolfgang Bartels             | 25.01.1979 | 28.08.1979 | 1.SC Norderstedt                      |                                                                                            |
| Heinz Borstelmann            | 01.07.1977 | 24.01.1979 | 1.SC Norderstedt                      |                                                                                            |
| Franz Moeck                  | 25.04.1977 | 30.06.1977 | 1.SC Norderstedt                      | Interims-Trainer                                                                           |
| Manfred Michalski            | 01.07.1976 | 25.04.1977 | 1.SC Norderstedt                      |                                                                                            |
| Franz Moeck                  | 01.07.1975 | 30.06.1976 | 1.SC Norderstedt                      |                                                                                            |
| Horst Tillmann               | 01.07.1974 | 30.06.1975 | 1.SC Norderstedt                      |                                                                                            |
| Eugen Nagorny                | 25.04.1974 | 30.06.1974 | 1.SC Norderstedt                      | Interims-Trainer                                                                           |
| Walter Gülck                 | 01.07.1973 | 24.03.1974 | 1.SC Norderstedt                      |                                                                                            |
| Martin Wilke                 | 01.07.1968 | 30.06.1973 | Eintracht Garstedt / 1.SC Norderstedt |                                                                                            |
| Heinz Borstelmann            | 01.07.1965 | 30.06.1968 | Eintracht Garstedt                    |                                                                                            |
| Martin Wilke                 | 01.07.1964 | 30.06.1965 | Eintracht Garstedt                    |                                                                                            |
| Heinz Dieringer              | 01.07.1963 | 30.06.1964 | Eintracht Garstedt                    |                                                                                            |
| Edgar Preuß                  | 01.07.1961 | 30.06.1963 | Eintracht Garstedt                    |                                                                                            |
| Emil Sommer                  | 01.07.1959 | 30.06.1961 | Eintracht Garstedt                    |                                                                                            |

## Bekannte Spieler
Ehemalige Spieler im Herrenbereich:
- Frank-Michael Schonert
- Jörn Schwinkendorf
- Oliver Geissen
- Holger Aden
- Andreas „Boller“ Jeschke
- Benjamin Kruse
- Fabian Boll
- Sven Töllner
- Tim Cassel
- Morike Sako
- Jan-Marc Schneider
- Linus Meyer
- Felix Drinkuth
- Ronny Marcos

Ehemalige Jugendspieler (Eintracht Norderstedt):
- Levin Öztunali
- Brian Koglin
- Mats Köhlert
- Fabian Nürnberger
- Jonas David
- Leon Pöhls

## Erfolge
Größter Erfolg des 1. SC Norderstedt war die Teilnahme an der Aufstiegsrunde zur 2. Bundesliga 1992/93. In einer Gruppe mit dem TSV 1860 München, Kickers Offenbach und dem SSV Ulm 1846 belegte man allerdings nur den letzten Platz.
Eintracht Garstedt
- Aufstieg in die 3. Liga: 1946/47, 1958/59
- Aufstieg in die 4. Liga: 1970/71
- Höchster Sieg: 11:1 gegen den TSV DUWO 08 in der Verbandsliga Hammonia (25. September 1960)

1. SC Norderstedt
- Aufstieg in die 4. Liga: 1976/77, 1983/84
- Aufstieg in die 3. Liga: 1986/87, 1994/95
- Teilnahme an der Aufstiegsrunde zur 2. Bundesliga: 1992/93
- Oddset-Pokal-Sieger (Hamburger Pokal): 1994/95, 1998/99
- Teilnahme am DFB-Pokal: 1995/96, 1999/2000
- Höchster Sieg: 24:0 beim Gehörlosen SV im Hamburger Pokal

Eintracht Norderstedt
- Aufstieg in die 7. Liga: 2003/04
- Aufstieg in die 6. Liga: 2004/05
- Aufstieg in die 5. Liga: 2005/06
- Aufstieg in die 4. Liga: 2012/13
- Hamburger Pokal: 2016, 2017, 2020
- Teilnahme am DFB-Pokal: 2016/17, 2017/18, 2020/21, 2021/22
- Höchster Sieg: 21:0 gegen den VfL 93 Hamburg im Hamburger Pokal

## Tabellenplatzierungen
| Saison  | Liga                                | Ligentiefe | Sp. | S  | U  | N  | Tore   | Pkt.  | Platz/von | Meister                        |
| ------- | ----------------------------------- | ---------- | --- | -- | -- | -- | ------ | ----- | --------- | ------------------------------ |
| 1945/46 | B-Klasse Hamburg 2                  | 4. Liga    | 7   | 4  | 2  | 1  | 21:12  | 10-4  | 1/8       | Eintracht Garstedt             |
| 1946/47 | A-Klasse Hamburg 2                  | 3. Liga    | 18  | 8  | 2  | 8  | 37:38  | 18-18 | 5/10      | FC Hansa 05 Rahlstedt          |
| 1947/48 | 1. Klasse Hansa                     | 3. Liga    | 18  | 5  | 2  | 11 | 24:46  | 12-24 | 8/10      | Wandsbeker FC                  |
| 1948/49 | 1. Klasse Hammonia                  | 3. Liga    | 22  | 3  | 5  | 14 | 34:57  | 11-33 | 11/12     | Langenhorner TSV               |
| 1949/50 | Kreisklasse Hamburg Nord            | 4. Liga    | 22  | 6  | 3  | 13 | 40:74  | 15-29 | 10/12     | Ahrensburger TSV               |
| 1950/51 | A-Klasse Hamburg 3                  | 5. Liga    | 26  | 18 | 3  | 5  | 84:33  | 39-13 | 2/14      | Meiendorfer SV                 |
| 1951/52 | Kreisklasse Hamburg Nord            | 4. Liga    | 30  | 8  | 7  | 15 | 52:81  | 23-37 | 13/16     | Ahrensburger TSV               |
| 1952/53 | Kreisklasse Hamburg Nord            | 4. Liga    | 32  | 6  | 4  | 22 | 54:113 | 16-48 | 16/17     | Bramfelder SV                  |
| 1953/54 | Bezirksklasse Walddörfer            | 4. Liga    | 22  | 8  | 3  | 11 | 52:59  | 19-25 | 8/12      | Hamburger SV (Amat.)           |
| 1954/55 | Bezirksklasse Walddörfer            | 4. Liga    | 22  | 12 | 3  | 7  | 60:38  | 27-17 | 4/12      | HSV Barmbek-Uhlenhorst         |
| 1955/56 | Bezirksklasse Walddörfer            | 4. Liga    | 22  | 14 | 2  | 6  | 67:27  | 30-14 | 3/12      | SC Poppenbüttel                |
| 1956/57 | Bezirksklasse Alster                | 4. Liga    | 22  | 15 | 2  | 5  | 62:29  | 32-12 | 2/12      | Glashütter SV                  |
| 1957/58 | Bezirksklasse Alster                | 4. Liga    | 22  | 13 | 5  | 4  | 65:29  | 31-13 | 2/12      | Dulsberger SC Stern-Pfeil      |
| 1958/59 | Bezirksklasse Alster                | 4. Liga    | 22  | 16 | 4  | 2  | 68:35  | 36-8  | 1/12      | Eintracht Garstedt             |
| 1959/60 | Verbandsliga Hammonia               | 3. Liga    | 26  | 8  | 9  | 9  | 46:40  | 25-27 | 9/14      | Concordia Hamburg (Amat.)      |
| 1960/61 | Verbandsliga Hammonia               | 3. Liga    | 26  | 9  | 5  | 12 | 56:46  | 23-29 | 10/14     | Langenhorner TSV               |
| 1961/62 | Verbandsliga Hammonia               | 3. Liga    | 26  | 9  | 9  | 8  | 37:30  | 27-25 | 7/14      | HSV Barmbek-Uhlenhorst         |
| 1962/63 | Verbandsliga Hammonia               | 3. Liga    | 26  | 10 | 2  | 14 | 49:70  | 22-30 | 12/14     | SC Urania Hamburg              |
| 1963/64 | Verbandsliga Hammonia               | 4. Liga    | 26  | 9  | 6  | 11 | 40:47  | 24-28 | 10/14     | TSV Sasel                      |
| 1964/65 | Verbandsliga Germania               | 4. Liga    | 26  | 4  | 7  | 15 | 28:58  | 15-37 | 13/14     | Holsatia Elmshorn              |
| 1965/66 | Bezirksliga Alster                  | 5. Liga    | 22  | 6  | 6  | 10 | 29:39  | 18-26 | 9/12      | SV West-Eimsbüttel             |
| 1966/67 | Bezirksliga Alster                  | 5. Liga    | 22  | 8  | 5  | 9  | 25:33  | 21-23 | 5/12      | Niendorfer TSV                 |
| 1967/68 | Bezirksliga Alster                  | 5. Liga    | 22  | 7  | 3  | 12 | 32:44  | 17-27 | 10/12     | HSV Barmbek-Uhlenhorst (Amat.) |
| 1968/69 | Bezirksliga Alster                  | 5. Liga    | 22  | 7  | 7  | 8  | 34:37  | 21-23 | 7/12      | Dulsberger SC Stern-Pfeil      |
| 1969/70 | Bezirksliga Alster                  | 5. Liga    | 22  | 11 | 3  | 8  | 48:32  | 25-19 | 5/12      | TuRa Harksheide                |
| 1970/71 | Verbandsliga Hamburg Nord           | 5. Liga    | 26  | 19 | 3  | 4  | 53:28  | 41-11 | 1/14      | Eintracht Garstedt             |
| 1971/72 | Amateurliga Hammonia                | 4. Liga    | 30  | 6  | 13 | 11 | 35:40  | 25-35 | 12/16     | Eidelstedter SV                |
| 1972/73 | Amateurliga Hammonia                | 4. Liga    | 30  | 9  | 8  | 13 | 50:56  | 26-34 | 12/16     | VfL 93 Hamburg                 |
| 1973/74 | Amateurliga Hammonia                | 4. Liga    | 30  | 17 | 5  | 8  | 50:32  | 39-21 | 2/16      | Holsatia Elmshorn              |
| 1974/75 | Amateurliga Hammonia                | 5. Liga    | 30  | 20 | 3  | 7  | 72:34  | 43-17 | 3/16      | SV Lurup                       |
| 1975/76 | Amateurliga Hansa                   | 5. Liga    | 30  | 18 | 8  | 4  | 79:42  | 44-16 | 3/16      | SC Urania Hamburg              |
| 1976/77 | Amateurliga Hansa                   | 5. Liga    | 30  | 19 | 5  | 6  | 75:41  | 43-17 | 1/16      | 1. SC Norderstedt              |
| 1977/78 | Landesliga Hamburg                  | 4. Liga    | 30  | 8  | 9  | 13 | 42:57  | 25-35 | 11/16     | ASV Bergedorf 85               |
| 1978/79 | Verbandsliga Hamburg                | 4. Liga    | 30  | 4  | 8  | 18 | 37:65  | 16-44 | 15/16     | VfL Stade                      |
| 1979/80 | Landesliga Hansa                    | 5. Liga    | 30  | 13 | 9  | 8  | 69:47  | 35-25 | 3/16      | Bramfelder SV                  |
| 1980/81 | Landesliga Hansa                    | 5. Liga    | 30  | 13 | 9  | 8  | 70:47  | 35-25 | 4/16      | VfL Geesthacht                 |
| 1981/82 | Landesliga Hansa                    | 5. Liga    | 30  | 19 | 3  | 8  | 82:45  | 41-19 | 2/16      | SV Börnsen                     |
| 1982/83 | Landesliga Hansa                    | 5. Liga    | 30  | 18 | 8  | 4  | 75:36  | 44-16 | 3/16      | Meiendorfer SV                 |
| 1983/84 | Landesliga Hansa                    | 5. Liga    | 30  | 17 | 10 | 3  | 59:31  | 44-16 | 2/16      | TSV DUWO 08                    |
| 1984/85 | Verbandsliga Hamburg                | 4. Liga    | 30  | 9  | 8  | 13 | 43:44  | 26-34 | 12/16     | TuS Holstein Quickborn         |
| 1985/86 | Verbandsliga Hamburg                | 4. Liga    | 30  | 17 | 8  | 5  | 44:21  | 42-18 | 2/16      | Hamburger SV II                |
| 1986/87 | Verbandsliga Hamburg                | 4. Liga    | 30  | 17 | 7  | 6  | 47:22  | 41-19 | 2/16      | Hamburger SV II                |
| 1987/88 | Oberliga Nord                       | 3. Liga    | 34  | 7  | 9  | 18 | 54:75  | 23-45 | 15/18     | Eintracht Braunschweig         |
| 1988/89 | Oberliga Nord                       | 3. Liga    | 34  | 13 | 12 | 9  | 50:47  | 38-30 | 9/18      | TSV Havelse                    |
| 1989/90 | Oberliga Nord                       | 3. Liga    | 34  | 14 | 10 | 10 | 49:36  | 38-30 | 8/18      | VfB Oldenburg                  |
| 1990/91 | Oberliga Nord                       | 3. Liga    | 34  | 15 | 10 | 9  | 49:39  | 40-28 | 6/18      | VfL Wolfsburg                  |
| 1991/92 | Oberliga Nord                       | 3. Liga    | 32  | 16 | 7  | 9  | 53:49  | 39-25 | 4/17      | VfL Wolfsburg                  |
| 1992/93 | Oberliga Nord                       | 3. Liga    | 30  | 16 | 5  | 9  | 45:32  | 37-23 | 2/16      | VfL Herzlake                   |
|         | Qualifikation zur 2. Bundesliga     |            | 6   | 0  | 3  | 3  | 5:9    | 3-9   | 4/4       | TSV 1860 München               |
| 1993/94 | Oberliga Nord                       | 3. Liga    | 30  | 8  | 5  | 17 | 39:52  | 21-39 | 15/16     | Kickers Emden                  |
| 1994/95 | Oberliga Hamburg/Schleswig-Holstein | 4. Liga    | 30  | 17 | 7  | 6  | 65:27  | 41-19 | 2/16      | FC St. Pauli II                |
| 1995/96 | Regionalliga Nord                   | 3. Liga    | 34  | 11 | 8  | 15 | 37:51  | 41    | 13/18     | VfB Oldenburg                  |
| 1996/97 | Regionalliga Nord                   | 3. Liga    | 34  | 13 | 11 | 10 | 57:36  | 50    | 7/18      | Hannover 96                    |
| 1997/98 | Regionalliga Nord                   | 3. Liga    | 34  | 8  | 7  | 19 | 44:64  | 31    | 16/18     | Hannover 96                    |
| 1998/99 | Regionalliga Nord                   | 3. Liga    | 34  | 12 | 9  | 13 | 41:51  | 45    | 12/18     | VfL Osnabrück                  |
| 1999/00 | Regionalliga Nord                   | 3. Liga    | 34  | 10 | 6  | 18 | 47:64  | 36    | 12/18     | VfL Osnabrück                  |
| 2000/01 | Oberliga Hamburg/Schleswig-Holstein | 4. Liga    | 32  | 20 | 9  | 3  | 88:24  | 69    | 4/17      | Holstein Kiel                  |
| 2001/02 | Oberliga Hamburg/Schleswig-Holstein | 4. Liga    | 34  | 22 | 7  | 5  | 97:36  | 73    | 3/18      | Hamburger SV II                |
| 2002/03 | Oberliga Hamburg/Schleswig-Holstein | 4. Liga    | 0   | 0  | 0  | 0  | 0:0    | 0     | 18/18     | FC St. Pauli II                |
| 2003/04 | Kreisliga Hamburg 7                 | 8. Liga    | 26  | 23 | 1  | 2  | 138:23 | 70    | 1/14      | Eintracht Norderstedt          |
| 2004/05 | Bezirksliga Hamburg Nord            | 7. Liga    | 30  | 28 | 0  | 2  | 126:29 | 84    | 1/16      | Eintracht Norderstedt          |
| 2005/06 | Landesliga Hansa                    | 6. Liga    | 34  | 24 | 5  | 5  | 112:41 | 77    | 1/18      | Eintracht Norderstedt          |
| 2006/07 | Hamburg-Liga                        | 5. Liga    | 34  | 11 | 10 | 13 | 59:55  | 43    | 11/18     | SC Victoria Hamburg            |
| 2007/08 | Hamburg-Liga                        | 5. Liga    | 34  | 20 | 6  | 8  | 75:38  | 66    | 3/18      | SC Victoria Hamburg            |
| 2008/09 | Oberliga Hamburg                    | 5. Liga    | 34  | 13 | 10 | 11 | 61:60  | 49    | 8/18      | SC Victoria Hamburg            |
| 2009/10 | Oberliga Hamburg                    | 5. Liga    | 34  | 11 | 11 | 12 | 52:47  | 44    | 10/18     | SC Victoria Hamburg            |
| 2010/11 | Oberliga Hamburg                    | 5. Liga    | 34  | 13 | 13 | 8  | 55:44  | 52    | 6/18      | FC St. Pauli II                |
| 2011/12 | Oberliga Hamburg                    | 5. Liga    | 34  | 17 | 7  | 10 | 62:37  | 58    | 6/18      | SC Victoria Hamburg            |
| 2012/13 | Oberliga Hamburg                    | 5. Liga    | 34  | 19 | 7  | 8  | 76:37  | 64    | 4/18      | FC Elmshorn                    |
| 2013/14 | Regionalliga Nord                   | 4. Liga    | 34  | 11 | 10 | 13 | 50:57  | 43    | 10/18     | VfL Wolfsburg II               |
| 2014/15 | Regionalliga Nord                   | 4. Liga    | 34  | 16 | 4  | 14 | 47:56  | 52    | 6/18      | Werder Bremen II               |
| 2015/16 | Regionalliga Nord                   | 4. Liga    | 34  | 12 | 8  | 14 | 45:53  | 44    | 11/18     | VfL Wolfsburg II               |
| 2016/17 | Regionalliga Nord                   | 4. Liga    | 34  | 13 | 11 | 10 | 46:41  | 50    | 7/18      | SV Meppen                      |
| 2017/18 | Regionalliga Nord                   | 4. Liga    | 34  | 11 | 12 | 11 | 54:58  | 45    | 9/18      | SC Weiche Flensburg 08         |
| 2018/19 | Regionalliga Nord                   | 4. Liga    | 34  | 11 | 8  | 15 | 51:66  | 44    | 13/18     | VfL Wolfsburg II               |
| 2019/20 | Regionalliga Nord                   | 4. Liga    | 24  | 12 | 3  | 9  | 40:33  | 39    | 5/18      | VfB Lübeck                     |
| 2020/21 | Regionalliga Nord                   | 4. Liga    | 9   | 5  | 1  | 3  | 14:11  | 16    | 3/11      | SC Weiche Flensburg 08         |
| 2021/22 | Regionalliga Nord                   | 4. Liga    | 20  | 10 | 9  | 1  | 37:12  | 39    | 2/11      | VfB Oldenburg                  |
| 2022/23 | Regionalliga Nord                   | 4. Liga    | 36  | 12 | 12 | 12 | 55:49  | 39    | 10/19     | VfB Lübeck                     |
| 2023/24 | Regionalliga Nord                   | 4. Liga    | 34  | 13 | 4  | 17 | 57:64  | 43    | 13/18     | Hannover 96 II                 |
| 2024/25 | Regionalliga Nord                   | 4. Liga    | 34  | 12 | 7  | 15 | 43:59  | 43    | 12/18     | TSV Havelse                    |

## Verweise
1. ↑  Sport Mikrofon Nr. 41 vom 10. Oktober 2016, Seite 9
2. ↑  Kader, Regionalliga - FC Eintracht Norderstedt. Abgerufen am 8. April 2025.